# Wanderers Rugby Club
Pour les articles homonymes, voir Wanderer.
Le Wanderers Rugby Club, également connu sous le nom de FNB Wanderers, est un club namibien de rugby à XV basé à Windhoek.

## Historique
Le Wanderers Rugby Football Club est créé en février 1920 à Windhoek, entre le 18 et le 20 selon les sources,, sous l'égide de la Damaraland Rugby Football Union. Le club est l'une des plus anciennes associations de rugby à XV du pays, avec le United Rugby Club créé en 1916 et également basé à Windhoek. Le club omnisports du Wanderers Sports Club (de) se monte ensuite autour de l'équipe de rugby.
Les joueurs des Wanderers sont originellement des personnes travaillant dans les banques et bureaux de poste,, le club étant créé par la Barclays Bank, depuis renommée First National Bank. Le club est ainsi également dénommé sous l'appelation FNB Wanderers pour des raisons de sponsoring, dont le contrat a été entre autres renouvelé en 2015.

## Identité visuelle

### Logo

Évolution du logo
Ancien logo abandonné lors de la saison 2019-2020.
Logo instauré lors la saison 2019-2020.
Logo du centenaire.

## Palmarès
- Championnat de Namibie de rugby à XV :
  - Champion : 2010 (de)[5], 2018[6], 2022[7].